# 남수단-대한민국 관계
남수단과 대한민국은 2011년 7월에 외교 관계를 수립하였다. 대한민국은 남수단에 공관을 설치하지 않았으며, 주우간다 대한민국 대사관이 겸임하고 있다. 남수단은 주중국 남수단 대사관이 겸임하고 있다.

## 상세
남수단이 독립하기 전, 2001년부터 2008년 동안 남수단 와랍주의 톤즈에서 이태석 신부가 의료 활동과 교육 활동을 하였으며, 이는 울지마 톤즈라는 영화로 잘 알려져 있다. 이태석 신부의 타계 이후, 이태석 신부의 제자들은 한국에서 의과대학에 진학하여, 전문의사자격 면허를 취득하였다. 2011년 남수단이 수단으로부터 독립하며, 동년 7월에 외교 관계를 수립하였다. 2013년 3월부터 유엔 남수단 임무단(UNMISS)의 일원으로 대한민국 남수단 재건지원단이 재건 지원 임무를 수행하기 위해 파병되어 임무 수행 중에 있다. 대한민국 외교부에서는 현재 남수단 전 지역에 출국 권고에 해당하는 3단계 적색 경보를 발령한 상태이다.

## 같이 보기
- 남수단의 대외 관계
- 대한민국의 대외 관계
- 이태석